# 僧格勒
僧格勒（1683年—？），字致中，一字理齋，沈氏，满洲正黄旗人。康熙己卯举人，癸巳进士。
后官翰林院编修，庶子，主事，翰林院侍读学士。

## 家族
- 曾祖：丰庫。

- 父辈：绰尔岱，吏部侍郎；迈萨里，笔帖式；申保，主事。

- 同辈：辛柱、西泰、常占、福禄、常柱、华善、七十八。

- 侄子辈：三保，笔帖式；英受，主事。[3]